# Hermann Stöcker
Hermann Stöcker (n. 6 ianuarie 1938, Borne, Saxonia-Anhalt, Germania – d. 14 mai 2022, Vechta, Saxonia Inferioară, Germania) a fost un fotbalist ce a reprezentat Republica Democrată Germană, medaliat olimpic. A participat la o ediție a Jocurilor Olimpice (1964) în care a câștigat o medalie de bronz.

## Participări
Lista de mai jos prezintă principalele competiții la care a participat Hermann Stöcker de-a lungul carierei.
- football at the 1964 Summer Olympics[*]